# Селец (Добротворская поселковая община)
Селец (укр. Сілець) — село в Добротворской поселковой общине Шептицкого района Львовской области Украины. Расположено на реке Западный Буг.
Население по переписи 2001 года составляло 581 человек. Почтовый индекс — 80413. Телефонный код — 3254.

## История
В 1946 г. Указом ПВС УССР село Селец Беньков переименовано в Селец.